# Yugoslavia en los Juegos Olímpicos de Innsbruck 1964
Yugoslavia estuvo representada en los Juegos Olímpicos de Innsbruck 1964 por un total de 31 deportistas que compitieron en 4 deportes.  
El equipo olímpico yugoslavo no obtuvo ninguna medalla en estos Juegos.